# Fattusch

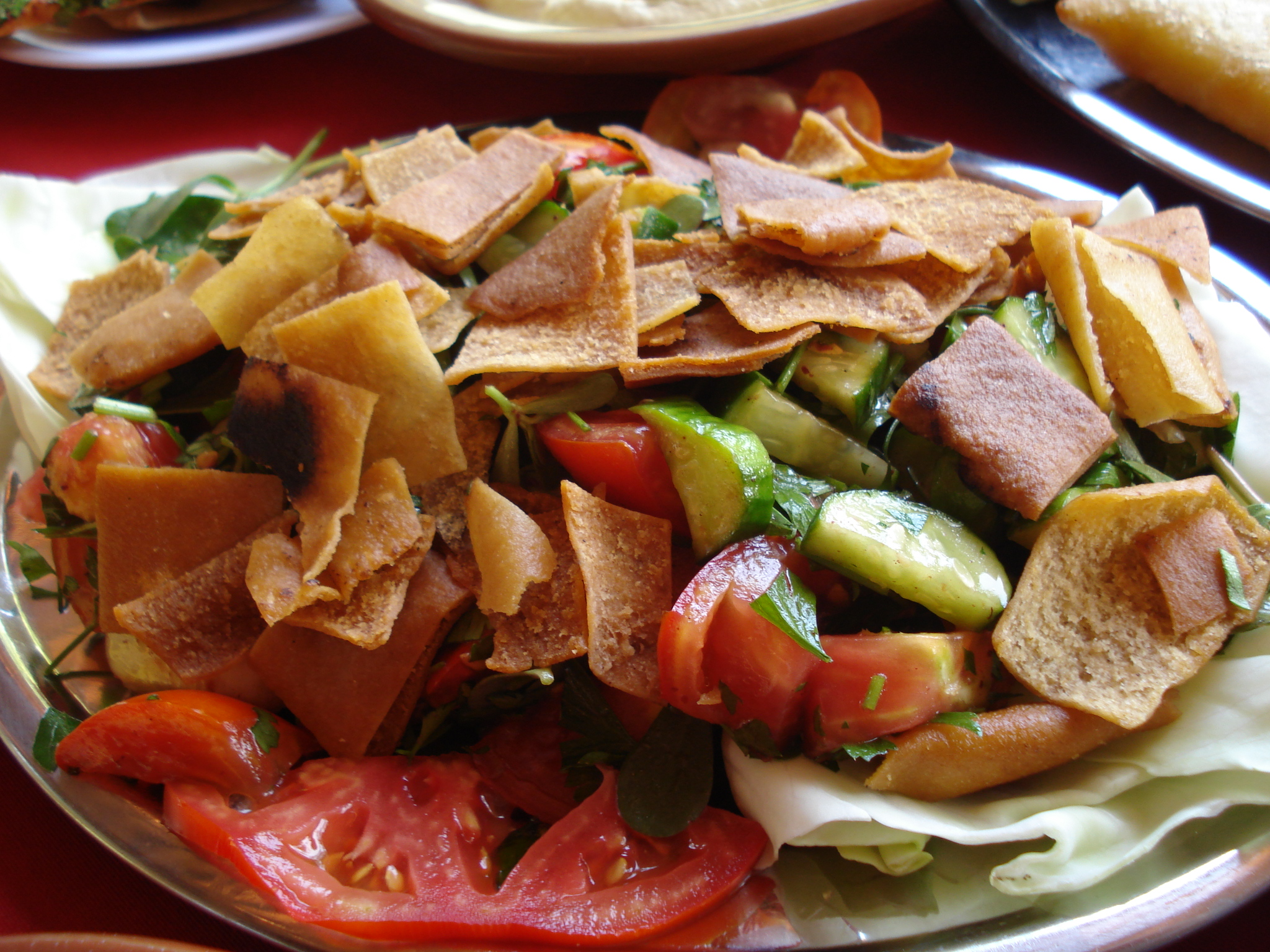
Fatousch

Fattusch (arabisch فتوش, DMG Fattūš, auch Fatoush, Fatouche und ähnlich) ist neben Taboulé ein weiteres syrisch-libanesisches Salatgericht, jedoch mit frittiertem dünnem Fladenbrot.
Fattusch zählt ebenso wie Mutabbal, Hummus und Falafel zu den Mezze, den traditionellen Vorspeisen (Mezze) der arabischen Küche.

## Zubereitung
In einem Fattusch-Salat sind immer Tomaten, Gurken, Koriander und Petersilie zu finden. Den besonderen Geschmack bekommt der Fattusch-Salat durch die Salatsauce aus fein gehackter Knoblauchzehe, Sumak, frisch gepresstem Zitronensaft, Olivenöl, Salz, Pfeffer und gehackter frischer Minze. Traditionell wird zudem Granatapfelmelasse zugegeben, heute meist Granatapfelsirup. Als Variation gibt es auch Fattusch mit Paprika, (roten) Zwiebeln oder anderem Gemüse.
Das zuvor runde dünne Fladenbrot wird in Öl gebraten, in kleine Stücke gebrochen oder in Streifen geschnitten und dem Salat zugegeben, so dass es die Rolle von Croûtons übernimmt, welche den Salat „knackig und knusprig“ machen.